# Cazira
Cazira (лат.) — род полужесткокрылых (подотряда клопов) из семейства настоящих щитников подсемейства Asopinae. Обитает в Индо-Малайском регионе. Антенны имеют пять члеников, а базальный членик не достигает кончика головы. Переднеспинка морщинистая, на щитке имеются вздутые бугорки. Передние голени расширены, а на нижней стороне брюшка имеется брюшной шип, доходящий до задних тазиков
.

## Виды
Род включает 15 видов:
- Cazira breddini Schouteden, 1907 — Вьетнам, Сычуань, Бутан
- Cazira concinna Hsiao & Cheng, 1977 — Хайнань
- Cazira emeia Zhang & Lin, 1982 — Юньнань
- Cazira flava Yang, 1935 — Юньнань
- Cazira friwaldskyi Horvath, 1889 — Гималаи (= Cazira bhoutanica Schouteden, 1907)
- Cazira inerma Yang, 1935 — Сычуань, Фуцзянь, Чжэцзян
- Cazira membrania Zhang & Lin, 1982 — Гуйчжоу, Чжэцзян
- Cazira montandoni Breddin, 1903 — Юньнань, Вьетнам.
- Cazira sichuana Zhang & Lin, 1986 — Сычуань
- Cazira similis Distant, 1902 — Северо-Восточная Индия
- Cazira thibetensis Schouteden, 1907 — Сычуань, Юньнань
- Cazira ulceratus (Burmeister, 1835) — Ява, Суматра (= Cazira vegeta Kirkaldy, 1909) — Индия, Таиланд, Япония
- Cazira verrucosa (Westwood, 1835) — Южная Индия
- Cazira yunnanica (Zhang & Lin, 1982) — Юньнань (ранее в Breddiniella)